# Temporada 2016 del Campeonato Mundial de Turismos

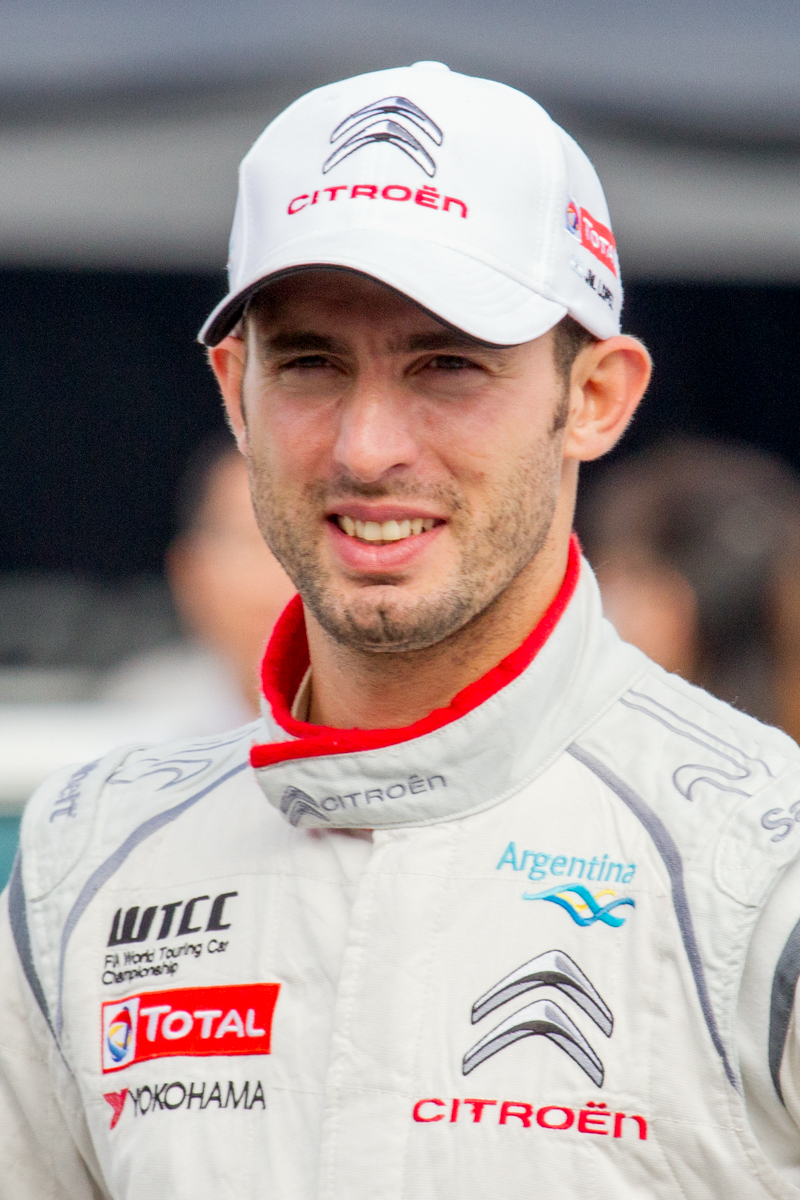
José María López, campeón defensor.

La temporada 2016 del Campeonato Mundial de Turismos es la decimotercera temporada de dicha categoría y la duodécima desde su reaparición en 2005. Constará de 24 carreras, empezando en Francia en el Circuito Paul Ricard el 3 de abril y finalizando en Catar, compitiendo en el Circuito Internacional de Losail.
En 2016 un nuevo fabricante Polestar (con el Volvo S60) entró mientras que Citroën reduce el número de coches oficiales a dos, y anunció su retiro en 2017. Un nuevo formato de contrarreloj por equipos se introdujo para los fabricantes, titulada fabricantes contra el reloj (en inglés Manufacters against the clock) o simplemente MAC3, que consiste en tres coches por cada fabricante que deben completar dos vueltas al mismo tiempo (solo una vuelta en el Nürburgring) contra el reloj, por lo que el tiempo total del último coche determina el resultado. Los coches deben terminar en una brecha de 15 segundos.

## Equipos y pilotos
| Equipo                               | Automóvil               | No.                | Pilotos             | Rondas             |
| Equipos de fábrica                   | Equipos de fábrica      | Equipos de fábrica | Equipos de fábrica  | Equipos de fábrica |
| ------------------------------------ | ----------------------- | ------------------ | ------------------- | ------------------ |
| Lada Sport Rosneft                   | Lada Vesta WTCC         | 2                  | Gabriele Tarquini   | Todas              |
| Lada Sport Rosneft                   | Lada Vesta WTCC         | 7                  | Hugo Valente        | Todas              |
| Lada Sport Rosneft                   | Lada Vesta WTCC         | 10                 | Nick Catsburg       | Todas              |
| Honda Racing Team JAS                | Honda Civic WTCC        | 5                  | Norbert Michelisz   | Todas              |
| Honda Racing Team JAS                | Honda Civic WTCC        | 34                 | Ryo Michigami       | Todas              |
| Castrol Honda World Touring Car Team | Honda Civic WTCC        | 12                 | Robert Huff         | Todas              |
| Castrol Honda World Touring Car Team | Honda Civic WTCC        | 18                 | Tiago Monteiro      | Todas              |
| Citroën Racing                       | Citroën C-Elysée WTCC   | 37                 | José María López    | Todas              |
| Citroën Racing                       | Citroën C-Elysée WTCC   | 68                 | Yvan Muller         | Todas              |
| Polestar Cyan Racing                 | Volvo S60 Polestar TC1  | 61                 | Fredrik Ekblom      | Todas              |
| Polestar Cyan Racing                 | Volvo S60 Polestar TC1  | 62                 | Thed Björk          | Todas              |
| Polestar Cyan Racing                 | Volvo S60 Polestar TC1  | 63                 | Robert Dahlgren     | Todas              |
| Polestar Cyan Racing                 | Volvo S60 Polestar TC1  | 81                 | Néstor Girolami     | 9                  |
| Equipos independientes               |                         |                    |                     |                    |
| Sébastien Loeb Racing                | Citroën C-Elysée WTCC   | 3                  | Tom Chilton         | Todas              |
| Sébastien Loeb Racing                | Citroën C-Elysée WTCC   | 11                 | Grégoire Demoustier | Todas              |
| Sébastien Loeb Racing                | Citroën C-Elysée WTCC   | 25                 | Mehdi Bennani       | Todas              |
| ALL-INKL.COM Münnich Motorsport      | Chevrolet RML Cruze TC1 | 8                  | Sabine Schmitz      | Todas              |
| ALL-INKL.COM Münnich Motorsport      | Chevrolet RML Cruze TC1 | 15                 | James Thompson      | Todas              |
| ALL-INKL.COM Münnich Motorsport      | Chevrolet RML Cruze TC1 | 77                 | René Münnich        | Todas              |
| ROAL Motorsport                      | Chevrolet RML Cruze TC1 | 9                  | Tom Coronel         | Todas              |
| Campos Racing                        | Chevrolet RML Cruze TC1 | 27                 | John Filippi        | Todas              |
| Campos Racing                        | Chevrolet RML Cruze TC1 | 86                 | Esteban Guerrieri   | 8                  |
| Zengő Motorsport                     | Honda Civic WTCC        | 55                 | Ferenc Ficza        | Todas              |
| Zengő Motorsport                     | Honda Civic WTCC        | 99                 | Dániel Nagy         | Todas              |
| NIKA Racing                          | Chevrolet RML Cruze TC1 | 89                 | John Bryant-Meisner | Todas              |

## Calendario
El calendario provisional 2016 se reveló el 2 de diciembre del año 2015. Con la confirmación del calendario del Campeonato F4 SMP 2016, se confirmó inicialmente la temporada comenzaría en el Autódromo de Sochi, con la ronda de Rusia cambiando de circuito. Sin embargo, el 9 de febrero de 2016, el calendario se ajustó, dejando la ronda de Rusia en Moscú en junio. En agosto se canceló la Carrera de Tailandia debido a los problemas de la Federación Tailandesa de Automovilismo, que estaba planeada para el 6 de noviembre.
| Rnd. | Carrera | Nombre de la carrera           | Circuito                                | Fecha            |
| ---- | ------- | ------------------------------ | --------------------------------------- | ---------------- |
| 1    | 1       | JVC Kenwood Carrera de Francia | Circuito Paul Ricard                    | 3 de abril       |
| 1    | 2       | JVC Kenwood Carrera de Francia | Circuito Paul Ricard                    | 3 de abril       |
| 2    | 3       | Carrera de Eslovaquia          | Slovakia Ring                           | 17 de abril      |
| 2    | 4       | Carrera de Eslovaquia          | Slovakia Ring                           | 17 de abril      |
| 3    | 5       | Carrera de Hungría             | Hungaroring                             | 24 de abril      |
| 3    | 6       | Carrera de Hungría             | Hungaroring                             | 24 de abril      |
| 4    | 7       | Carrera de Marruecos           | Circuito Internacional Moulay El Hassan | 8 de mayo        |
| 4    | 8       | Carrera de Marruecos           | Circuito Internacional Moulay El Hassan | 8 de mayo        |
| 5    | 9       | Carrera de Alemania            | Nürburgring Nordschleife                | 28 de mayo       |
| 5    | 10      | Carrera de Alemania            | Nürburgring Nordschleife                | 28 de mayo       |
| 6    | 11      | Carrera de Rusia               | Moscow Raceway                          | 12 de junio      |
| 6    | 12      | Carrera de Rusia               | Moscow Raceway                          | 12 de junio      |
| 7    | 13      | Carrera de Portugal            | Circuito Internacional de Vila Real     | 26 de junio      |
| 7    | 14      | Carrera de Portugal            | Circuito Internacional de Vila Real     | 26 de junio      |
| 8    | 15      | Carrera de Argentina           | Autódromo Termas de Río Hondo           | 7 de agosto      |
| 8    | 16      | Carrera de Argentina           | Autódromo Termas de Río Hondo           | 7 de agosto      |
| 9    | 17      | Carrera de Japón               | Twin Ring Motegi                        | 4 de septiembre  |
| 9    | 18      | Carrera de Japón               | Twin Ring Motegi                        | 4 de septiembre  |
| 10   | 19      | Carrera de China               | Circuito Internacional de Shanghái      | 25 de septiembre |
| 10   | 20      | Carrera de China               | Circuito Internacional de Shanghái      | 25 de septiembre |
| 11   | 21      | Carrera de Catar               | Circuito Internacional de Losail        | 25 de noviembre  |
| 11   | 22      | Carrera de Catar               | Circuito Internacional de Losail        | 25 de noviembre  |

## Resultados y estadísticas

### Carreras

#### Compensación de pesos
Los coches más competitivos mantienen un peso de compensación de 80 kg. Los otros coches consiguen una más baja, calculada en función de sus resultados en las tres rondas anteriores. Cuanto peor resultados obtienen los coches, menos peso de compensación consiguen, desde 0 kg a 80 kg. Para las dos primeras rondas, Citroën C-Elysée WTCC tenía un peso de 80 kg de compensación.
| Auto                    | Paul Ricard | Slovakia Ring | Hungaroring | Marrakech | Nürburgring | Moscow | Vila Real | Termas de Río Hondo | Motegi | Shanghái | Buriram   | Losail |
| ----------------------- | ----------- | ------------- | ----------- | --------- | ----------- | ------ | --------- | ------------------- | ------ | -------- | --------- | ------ |
| Citroën C-Elysée WTCC   | +80 kg      | +80 kg        | +80 kg      | +80 kg    | +80 kg      | +80 kg | +80 kg    | +80 kg              | +80 kg | +80 kg   | Cancelada | +80 kg |
| Honda Civic WTCC        | 0 kg        | 0 kg          | +70 kg      | +40 kg    | +40 kg      | +30 kg | +60 kg    | +60 kg              | +80 kg | +60 kg   | Cancelada | +30 kg |
| Chevrolet RML Cruze TC1 | 0 kg        | 0 kg          | 0 kg        | 0 kg      | 0 kg        | 0 kg   | +10 kg    | 0 kg                | +10 kg | 0 kg     | Cancelada | 0 kg   |
| Lada Vesta WTCC         | 0 kg        | 0 kg          | +50 kg      | +30 kg    | +40 kg      | +20 kg | +70 kg    | +50 kg              | +50 kg | 0 kg     | Cancelada | 0 kg   |
| Volvo S60 Polestar TC1  | 0 kg        | 0 kg          | 0 kg        | 0 kg      | 0 kg        | 0 kg   | 0 kg      | 0 kg                | 0 kg   | 0 kg     | Cancelada | 0 kg   |

#### Carreras
| Carrera | Carrera                        | Ganador MAC3     | Pole Position    | Vuelta rápida     | Piloto ganador    | Equipo ganador        | Fabricante ganador | Piloto ganador |
| ------- | ------------------------------ | ---------------- | ---------------- | ----------------- | ----------------- | --------------------- | ------------------ | -------------- |
| 1       | Carrera JVC Kenwood de Francia | Citroën          |                  | Robert Huff       | Robert Huff       | Castrol Honda         | Honda              | Mehdi Bennani  |
| 2       | Carrera JVC Kenwood de Francia | Citroën          | José María López | Yvan Muller       | José María López  | Citroën Racing        | Citroën            | Mehdi Bennani  |
| 3       | Carrera de Eslovaquia          | Citroën Honda    |                  | Robert Huff       | Tiago Monteiro    | Castrol Honda         | Honda              | Mehdi Bennani  |
| 4       | Carrera de Eslovaquia          | Citroën Honda    | Yvan Muller      | José María López  | José María López  | Citroën Racing        | Citroën            | Mehdi Bennani  |
| 5       | Carrera de Hungría             | Honda            |                  | José María López  | Mehdi Bennani     | Sébastien Loeb Racing | Citroën            | Mehdi Bennani  |
| 6       | Carrera de Hungría             | Honda            | José María López | José María López  | José María López  | Citroën Racing        | Citroën            | Tom Chilton    |
| 7       | Carrera de Marruecos           | Citroën          |                  | Hugo Valente      | Tom Coronel       | ROAL Motorsport       | Chevrolet          | Tom Coronel    |
| 8       | Carrera de Marruecos           | Citroën          | José María López | Gabriele Tarquini | José María López  | Citroën Racing        | Citroën            | Mehdi Bennani  |
| 9       | Carrera de Alemania            | Honda            |                  | Tom Chilton       | José María López  | Citroën Racing        | Citroën            | Tom Chilton    |
| 10      | Carrera de Alemania            | Honda            | José María López | Mehdi Bennani     | José María López  | Citroën Racing        | Citroën            | Tom Chilton    |
| 11      | Carrera Rosneft de Rusia       | Honda            |                  | Nick Catsburg     | Gabriele Tarquini | Lada Sport Rosneft    | Lada               | James Thompson |
| 12      | Carrera Rosneft de Rusia       | Honda            | Nick Catsburg    | Ferenc Ficza      | Nick Catsburg     | Lada Sport Rosneft    | Lada               | James Thompson |
| 13      | Carrera de Portugal            | Citroën          |                  | José María López  | Tom Coronel       | ROAL Motorsport       | Chevrolet          | Tom Coronel    |
| 14      | Carrera de Portugal            | Citroën          | Tiago Monteiro   | Robert Huff       | Tiago Monteiro    | Castrol Honda         | Honda              | Mehdi Bennani  |
| 15      | Carrera de Argentina           | Honda            |                  | José María López  | Tom Chilton       | Sébastien Loeb Racing | Citroën            | Tom Chilton    |
| 16      | Carrera de Argentina           | Honda            | José María López | José María López  | José María López  | Citroën Racing        | Citroën            | Tom Coronel    |
| 17      | Carrera JVC Kenwood de Japón   | Citroën          |                  | Thed Björk        | Norbert Michelisz | Honda Racing Team JAS | Honda              | Tom Chilton    |
| 18      | Carrera JVC Kenwood de Japón   | Citroën          | José María López | José María López  | Yvan Muller       | Citroën Racing        | Citroën            | Mehdi Bennani  |
| 19      | Carrera de China               |                  |                  | Thed Björk        | Thed Björk        | Polestar Cyan Racing  | Volvo              | Tom Coronel    |
| 20      | Carrera de China               | José María López | José María López | José María López  | Citroën Racing    | Citroën               | Mehdi Bennani      |                |
| 21      | Carrera de Catar               | Citroën          |                  | Gabriele Tarquini | Gabriele Tarquini | Lada Sport Rosneft    | Lada               | Tom Chilton    |
| 22      | Carrera de Catar               | Citroën          | Mehdi Bennani    | Nick Catsburg     | Mehdi Bennani     | Sébastien Loeb Racing | Citroën            | Mehdi Bennani  |

### Campeonato

#### Campeonato de pilotos
(detalle)
| Pos. | Driver              | FRA | FRA | SVK | SVK | HUN | HUN | MAR | MAR | GER | GER  | RUS | RUS | POR | POR | ARG | ARG | JPN | JPN | CHN | CHN | CAT | CAT | Puntos |
| ---- | ------------------- | --- | --- | --- | --- | --- | --- | --- | --- | --- | ---- | --- | --- | --- | --- | --- | --- | --- | --- | --- | --- | --- | --- | ------ |
| 1    | José María López    | 6   | 1   | 5   | 13  | 13  | 1   | 2   | 1   | 1   | 1    | 5   | 8   | 5   | 5   | 5   | 1   | 4   | 21  | 4   | 1   | 9   | 3   | 381    |
| 2    | Yvan Muller         | 13  | 43  | 7   | 51  | 12  | 2   | 3   | 23  | Ret | DNS2 | 3   | 11  | 9   | 2   | 3   | 54  | 5   | 12  | 3   | 23  | 4   | 64  | 257    |
| 3    | Tiago Monteiro      | 4   | 2   | 1   | 2   | 11  | 34  | DSQ | DSQ | Ret | DNS  | 6   | 5   | 10  | 1   | 4   | 4   | 3   | 34  | 10  | 8   | Ret | 5   | 214    |
| 4    | Norbert Michelisz   | 3   | 3   | 6   | 4   | DNS | 10  | DSQ | DSQ | 3   | 24   | 10  | 35  | 8   | 3   | 6   | 82  | 1   | 8   | 2   | 11  | 5   | 45  | 213    |
| 5    | Mehdi Bennani       | 2   | 8   | 2   | 6   | 1   | 8   | 6   | 5   | 5   | 5    | 9   | 10  | 4   | 8   | 8   | 7   | 16  | 43  | 11  | 34  | 16  | 1   | 206    |
| 6    | Robert Huff         | 1   | 6   | 3   | 145 | 10  | 63  | DSQ | DSQ | 4   | 4    | 7   | 4   | 6   | 4   | 2   | 3   | 2   | 9   | 9   | 13  | 3   | 8   | 199    |
| 7    | Nick Catsburg       | 8   | 5   | 11  | 32  | 3   | 13  | Ret | 72  | 9   | 6    | 2   | 1   | 3   | 7   | 13  | 12  | 7   | 11  | 5   | 42  | 8   | 14  | 175    |
| 8    | Tom Chilton         | 11  | 9   | 9   | 7   | 2   | 5   | 5   | DSQ | 2   | 35   | 14  | 16  | 2   | 10  | 1   | 9   | 8   | 65  | Ret | 9   | 2   | Ret | 163    |
| 9    | Gabriele Tarquini   | Ret | Ret | 4   | 13  | 5   | Ret | 4   | 3   | 7   | 9    | 1   | 2   | 12  | 13  | 14  | 13  | 10  | 10  | 16† | 5   | 1   | 7   | 147    |
| 10   | Thed Björk          | 7   | Ret | DSQ | DSQ | 15  | 45  | 9   | 105 | Ret | 8    | Ret | 15  | 7   | 6   | 11  | 14  | 6   | 7   | 1   | 75  | 6   | 2   | 117    |
| 11   | Tom Coronel         | 9   | 114 | 15  | 9   | 14  | 72  | 1   | 84  | Ret | DNS3 | 12  | Ret | 1   | 16  | 7   | 23  | 12  | 14  | 7   | 10  | 12  | 9   | 111    |
| 12   | Hugo Valente        | 5   | 7   | 12  | Ret | 6   | 9   | Ret | 4   | 6   | 10   | 4   | 73  | Ret | 9   | Ret | Ret | Ret | 13  | 6   | 12  | Ret | Ret | 78     |
| 13   | Fredrik Ekblom      | NC  | 10  | 10  | 8   | 4   | 11  | 7   | 11  | 8   | 7    | 13  | 12  |     |     |     |     |     |     | 8   | 6   |     |     | 47     |
| 14   | James Thompson      |     |     | 16  | 11  |     |     | Ret | 6   |     |      | 8   | 64  | 11  | 11  | 9   | 11  | 13  | 12  | 12  | 14  | 10  | 10  | 24     |
| 15   | Néstor Girolami     |     |     |     |     |     |     |     |     |     |      |     |     |     |     |     |     | 9   | 5   |     |     |     |     | 12     |
| 16   | Grégoire Demoustier | 10  | 13  | 13  | 12  | 7   | Ret | 8   | Ret | 11  | 14   | 16  | 13  | 16  | 12  | 12  | 15  | 17  | 15  | 13  | 17  | 15  | 12  | 11     |
| 17   | Esteban Guerrieri   |     |     |     |     |     |     |     |     |     |      |     |     |     |     | Ret | 65  |     |     |     |     |     |     | 9      |
| 18   | John Filippi        | 12  | 12  | 14  | 10  | 8   | 12  | Ret | 9   | Ret | 12   | 11  | 14  | 15  | 14  | 10  | 10  | 14  | 16  | Ret | 15  | 14  | 13  | 9      |
| 19   | Robert Dahlgren     |     |     |     |     |     |     |     |     |     |      |     |     | 13  | Ret | 16  | 16  |     |     |     |     | 7   | Ret | 6      |
| 20   | Ferenc Ficza        | DNS | DNS | Ret | DNS | DSQ | DSQ | DSQ | DSQ | 12  | 13   | 15  | 9   | 14  | 15  | WD  | WD  | 18  | 18  | 14  | 16  | 13  | 11  | 2      |
| 21   | René Münnich        | 14  | Ret |     |     | 9   | 14  |     |     |     |      |     |     |     |     |     |     |     |     |     |     |     |     | 2      |
| 22   | Sabine Schmitz      |     |     |     |     |     |     |     |     | 10  | 11   |     |     |     |     |     |     |     |     |     |     |     |     | 1      |
| 23   | Dániel Nagy         | WD  | WD  |     |     |     |     |     |     |     |      |     |     | 17  | Ret | 15  | 17  | 15  | 19  | 15  | 18  | 11  | 15  | 0      |
| 24   | Ryo Michigami       |     |     |     |     |     |     |     |     |     |      |     |     |     |     |     |     | 11  | 17  |     |     |     |     | 0      |
| Pos. | Driver              | FRA | FRA | SVK | SVK | HUN | HUN | MAR | MAR | GER | GER  | RUS | RUS | POR | POR | ARG | ARG | JPN | JPN | CHN | CHN | CAT | CAT | Puntos |

| Color     | Resultado                                                               |
| --------- | ----------------------------------------------------------------------- |
| Oro       | Ganador                                                                 |
| Plata     | 2.ª plaza                                                               |
| Bronce    | 3.ª plaza                                                               |
| Verde     | Finalizó en los puntos                                                  |
| Azul      | Finalizó sin puntos                                                     |
| Azul      | NC - No clasificado                                                     |
| Violeta   | Ret - No terminó (Carrera)                                              |
| Rojo      | DNQ - No se clasificó                                                   |
| Negro     | DSQ - Descalificado                                                     |
| Blanco    | DNS - No empezó (carrera)                                               |
| Blanco    | WD - Retirado (fin de semana)                                           |
| Blanco    | C - Carrera cancelada                                                   |
| Sin color | DNP - Inscrito pero no participó                                        |
| Sin color | INJ - Lesionado                                                         |
| Sin color | EX - Excluido                                                           |
| Estado    | Resultado                                                               |
| Negrita   | Pole position                                                           |
| Cursiva   | Vuelta rápida                                                           |
| †         | Abandona, pero clasifica al completar el porcentaje requerido para ello |

† – El piloto no completa la carrera, pero se clasifica al haber completado más del 75% de la distancia de la carrera.
Los puntos se otorgan de la siguiente manera:
| Posición | 1° | 2° | 3° | 4° | 5° | 6° | 7° | 8° | 9° | 10° |
| Puntos   | 25 | 18 | 15 | 12 | 10 | 8  | 6  | 4  | 2  | 1   |

Notas
- 1 2 3 4 5 se refiere a la clasificación de los pilotos después de la fase de clasificación para la carrera principal (segunda carrera), donde se otorgan puntos de bonificación 5–4–3–2–1.

#### Campeonato de Fabricantes
| Pos. | Constructor | FRA | FRA | FRA | SVK | SVK | SVK | HUN | HUN | HUN | MAR | MAR | MAR | GER | GER | GER | RUS | RUS | RUS | POR | POR | POR | ARG | ARG | ARG | JPN | JPN | JPN | CHN | CHN | CHN | CAT | CAT | CAT | Puntos |
| Pos. | Constructor | M   | C1  | C2  | M   | C1  | C2  | M   | C1  | C2  | M   | C1  | C2  | M   | C1  | C2  | M   | C1  | C2  | M   | C1  | C2  | M   | C1  | C2  | M   | C1  | C2  | M   | C1  | C2  | M   | C1  | C2  | Puntos |
| ---- | ----------- | --- | --- | --- | --- | --- | --- | --- | --- | --- | --- | --- | --- | --- | --- | --- | --- | --- | --- | --- | --- | --- | --- | --- | --- | --- | --- | --- | --- | --- | --- | --- | --- | --- | ------ |
| 1    | Citroën     | 1   | 2   | 1   | 1   | 2   | 1   | 2   | 1   | 1   | 1   | 2   | 1   | 2   | 1   | 1   | 2   | 5   | 84  | 1   | 2   | 2   | 2   | 1   | 1   | 1   | 4   | 1   | Ret | 3   | 1   | 1   | 2   | 1   | 957    |
| 1    | Citroën     | 1   | 6   | 43  | 1   | 5   | 53  | 2   | 2   | 2   | 1   | 3   | 3   | 2   | 5   | 52  | 2   | 9   | 105 | 1   | 5   | 54  | 2   | 3   | 53  | 1   | 5   | 2   | Ret | 4   | 23  | 1   | 4   | 3   | 957    |
| 2    | Honda       | 3   | 1   | 2   | 1   | 1   | 24  | 1   | 10  | 32  | DSQ | DSQ | DSQ | 1   | 3   | 23  | 1   | 6   | 3   | 2   | 6   | 1   | 1   | 2   | 32  | 2   | 1   | 3   | 1   | 2   | 8   | DNP | 3   | 4   | 675    |
| 2    | Honda       | 3   | 3   | 35  | 1   | 3   | 45  | 1   | 11  | 63  | DSQ | DSQ | DSQ | 1   | 4   | 4   | 1   | 7   | 4   | 2   | 8   | 3   | 1   | 4   | 4   | 2   | 2   | 8   | 1   | 9   | 11  | DNP | 5   | 5   | 675    |
| 3    | Lada        | 2   | 5   | 54  | Ret | 4   | 32  | 3   | 3   | 95  | 2   | 4   | 32  | DNP | 6   | 64  | 3   | 1   | 1   | 3   | 3   | 7   | 3   | 13  | 125 | 3   | 7   | 105 | 2   | 5   | 42  | DNP | 1   | 7   | 536    |
| 3    | Lada        | 2   | 8   | 7   | Ret | 11  | 13  | 3   | 5   | 13  | 2   | Ret | 45  | DNP | 7   | 9   | 3   | 2   | 2   | 3   | 12  | 9   | 3   | 14  | 13  | 3   | 10  | 11  | 2   | 6   | 5   | DNP | 8   | 14  | 536    |
| 4    | Volvo       | DNP | 7   | 10  | DNP | 10  | 8   | DNP | 4   | 4   | DNP | 7   | 104 | DNP | 8   | 75  | DNP | 13  | 12  | DNP | 7   | 65  | DNP | 11  | 14  | DNP | 6   | 54  | DNP | 1   | 64  | DNP | 6   | 2   | 321    |
| 4    | Volvo       | DNP | NC  | Ret | DNP | DSQ | DSQ | DNP | 15  | 11  | DNP | 9   | 11  | DNP | Ret | 8   | DNP | Ret | 15  | DNP | 13  | Ret | DNP | 16  | 16  | DNP | 9   | 7   | DNP | 8   | 7   | DNP | 7   | Ret | 321    |
| Pos. | Constructor | FRA | FRA | FRA | SVK | SVK | SVK | HUN | HUN | HUN | MAR | MAR | MAR | GER | GER | GER | RUS | RUS | RUS | POR | POR | POR | ARG | ARG | ARG | JPN | JPN | JPN | CHN | CHN | CHN | CAT | CAT | CAT | Puntos |

Notas
Solo los dos coches mejor clasificados de cada fabricante suman puntos.
- 1 2 3 4 5 se refiere a la clasificación de los pilotos para la carrera principal, en los que se conceden puntos de bonificación 5–4–3–2–1. Los puntos solo se concedieron a los dos coches más rápidos de cada fabricante.

En MAC 3 puntos se conceden si 3 coches de la misma marca terminan dentro de un hueco de 15 segundos. EN MAC3 los puntos se otorgarán de la siguiente manera:
| Posición | 1° | 2º | 3º |
| Puntos   | 10 | 8  | 6  |